# Stephen Bayliss
Stephen James Bayliss (* 5. März 1979 in Croydon) ist ein ehemaliger britischer Triathlet und mehrfacher Sieger von Wettkämpfen über die Ironman-Distanz.

## Werdegang
Stephen Bayliss wurde 2005 Dritter bei der Triathlon-Europameisterschaft auf der Langdistanz und im Juni 2007 konnte er diesen Erfolg wiederholen. Er wurde in Großbritannien zum Triathleten des Jahres 2008 gewählt.

### Sieger Ironman 2008
Der Profisportler konnte im April 2008 auf der Langdistanz den Ironman South Africa gewinnen (3,86 km Schwimmen, 180,2 km Radfahren und 42,195 km Laufen) und im September desselben Jahres auch den Ironman UK in Sherborne für sich entscheiden.
Bis 2010 startete er im Team TBB und er wurde von Brett Sutton trainiert.
Im März 2017 konnte er auf der Kanareninsel Lanzarote über die Mitteldistanz gewinnen (2 km Schwimmen, 85 km Radfahren und 20 km Laufen).
Stephen Bayliss ist seit November 2008 mit der schottischen ehemaligen Triathletin Bella Bayliss (zuvor Bella Comerford; 2013 zurückgetreten) verheiratet und die beiden leben in der Schweiz in Leysin.
Seit 2017 tritt Stephen Bayliss nicht mehr international in Erscheinung.

## Sportliche Erfolge
| Datum/Jahr    | Platz | Wettbewerb                      | Austragungsort | Zeit     | Bemerkung                                                                        |
| ------------- | ----- | ------------------------------- | -------------- | -------- | -------------------------------------------------------------------------------- |
| 15. März 2017 | 1     | Tri:122 Lanzarote               | Lanzarote      | 04:05:31 | Sieger auf der Mitteldistanz (2 km Schwimmen, 85 km Radfahren und 20 km Laufen)  |
| 1. Mai 2016   | 2     | Volcano Triathlon               | Lanzarote      | 02:11:15 | Zweiter auf der olympischen Distanz bei Spaniens ältester Triathlonveranstaltung |
| 6. Feb. 2016  | 2     | Timanafya Sprint Triathlon      | Lanzarote      |          |                                                                                  |
| 21. Juni 2014 | 14    | Ironman 70.3 Luxemburg          | Luxemburg      | 04:07:11 |                                                                                  |
| 10. Nov. 2012 | 11    | Ironman 70.3 Lanzarote          | Lanzarote      | 04:20:55 |                                                                                  |
| 19. Aug. 2012 | 1     | Challenge Vichy                 | Vichy          | 03:59:57 | Sieg bei der zur Halbdistanz verkürzten Austragung                               |
| 10. Juni 2012 | 5     | Challenge Aarhus                | Aarhus         | 04:06:56 | [ 5 ]                                                                            |
| 3. Sep. 2011  | 7     | Triathlon de Gérardmer          | Gérardmer      |          |                                                                                  |
| 19. Juni 2011 | 2     | UK Ironman 70.3                 | Somerset       | 04:26:30 |                                                                                  |
| 1. Mai 2011   | 3     | Challenge Fuerteventura         | Fuerteventura  |          |                                                                                  |
| 5. Sep. 2010  | 5     | Triathlon de Gérardmer          | Gérardmer      | 04:36:49 | 1,9 km Schwimmen, 94,5 km Radfahren und 21 km Laufen                             |
| 20. Juni 2010 | 6     | UK Ironman 70.3                 | Somerset       | 04:19:41 |                                                                                  |
| 21. März 2010 | 5     | Ironman 70.3 Singapore          | Singapur       | 04:06:51 | [ 6 ]                                                                            |
| 14. Nov. 2009 | 16    | Ironman 70.3 World Championship | Clearwater     | 03:43:35 |                                                                                  |
| 14. Juni 2009 | 2     | UK Ironman 70.3                 | Somerset       | 04:19:41 | [ 7 ]                                                                            |
| 2009          | 2     | Volcano Triathlon               | Lanzarote      |          | zweiter Rang auf der Kurzdistanz                                                 |
| 3. Dez. 2006  | 5     | Laguna Phuket Triathlon         | Phuket         |          | [ 9 ]                                                                            |

| Datum/Jahr    | Platz | Wettbewerb                                         | Austragungsort    | Zeit                          | Bemerkung |
| ------------- | ----- | -------------------------------------------------- | ----------------- | ----------------------------- | --- |
| 13. Sep. 2015 | 7     | Challenge Weymouth                                 | Weymouth          | 09:10:32                      | |
| 23. Mai 2015  | DNF   | Ironman Lanzarote                                  | Puerto del Carmen |                               | |
| 14. Sep. 2014 | 3     | Challenge Weymouth                                 | Weymouth          | 08:04:37                      | Die Schwimmdistanz musste witterungsbedingt auf 1,9 km verkürzt werden.                                                               |
| 17. Mai 2014  | 14    | Ironman Texas                                      | The Woodlands     | 08:49:19                      | |
| 30. März 2014 | 2     | Ironman Los Cabos                                  | Los Cabos         | 08:32:19                      | |
| 8. Sep. 2013  | 2     | Challenge Henley-on-Thames                         | Henley-on-Thames  | 08:36:55                      | |
| 4. Aug. 2013  | 2     | Ironman UK                                         | Bolton            | 08:49:25                      | |
| 16. Sep. 2012 | 1     | Challenge Henley-on-Thames                         | Henley-on-Thames  | 08:29:31                      | Sieger auf der Langdistanz |
| 8. Juli 2012  | 5     | Challenge Roth                                     | Roth              | 08:13:01                      | |
| 19. Mai 2012  | 2     | Ironman Lanzarote                                  | Puerto del Carmen | 08:49:25                      | |
| 18. Sep. 2011 | 4     | Challenge Henley-on-Thames                         | Henley-on-Thames  | 08:44:31                      | Vierter auf der Langdistanz bei der Erstaustragung                                                                                    |
| 21. Aug. 2011 | 1     | Challenge Vichy                                    | Vichy \|          | Sieger bei der Erstaustragung | |
| 3. Juli 2011  | 5     | Ironman Austria                                    | Klagenfurt        | 08:16:47                      | |
| 31. Okt. 2010 | 1     | ITU Long Distance Triathlon World Series Event     | Ibiza             | 06:07:41                      | Sieg über die Langdistanz (4 km Schwimmen, 120 km Radfahren und 30 km Laufen) – neben seiner Frau Bella Bayliss bei den Damen         |
| 9. Okt. 2010  | DNF   | Ironman Hawaii                                     | Big Island        | –                             | |
| 1. Aug. 2010  | 2     | Ironman UK                                         | Bolton            | 08:46:19                      | |
| 4. Juli 2010  | 6     | Ironman Austria                                    | Klagenfurt        | 08:31:07                      | |
| 25. Apr. 2010 | 5     | Ironman South Africa                               | Port Elizabeth    | 08:40:28                      | |
| 2. Aug. 2009  | 2     | Ironman UK                                         | Bolton            | 08:48:30                      | [ 12 ] |
| 5. Juli 2009  | 3     | Ironman Austria                                    | Klagenfurt        | 08:17:06                      | Stephen Bayliss ging als Dritter nach dem Wechsel vom Rad auf die Marathon-Distanz und beendete den Ironman auf dem dritten Rang.     |
| 23. Mai 2009  | 5     | Ironman Lanzarote                                  | Puerto del Carmen | 09:02:15                      | [ 13 ] |
| 5. Apr. 2009  | 4     | Ironman South Africa                               | Port Elizabeth    | 08:47:26                      | Stephen Bayliss startete in Südafrika als Titelverteidiger.                                                                           |
| 7. März 2009  | 6     | Ironman New Zealand                                | Taupō             | 08:38:29                      | [ 15 ] |
| 2008          | 18    | Ironman Hawaii                                     | Hawaii            | 08:49:38                      | |
| 7. Sep. 2008  | 1     | Ironman UK                                         | Sherborne         | 08:53:59                      | |
| 15. Aug. 2008 | 2     | Embrunman                                          | Embrun            | 10:09:07                      | Dieser Triathlon über die Langdistanz wurde 2008 bereits das 25ste Mal in Embrun, in den französischen „Alpes Maritimes“ ausgetragen. |
| 13. Juli 2008 | 2     | Ironman Austria                                    | Klagenfurt        | 08:13:53                      | Mit 2:44 Stunden erreichte Bayliss seine beste Laufzeit über die Langdistanz.                                                         |
| 13. Apr. 2008 | 1     | Ironman South Africa                               | Port Elizabeth    | 08:18:23                      | |
| 1. März 2008  | 4     | Ironman New Zealand                                | Taupo             | 08:37:03                      | |
| Dez. 2007     | 5     | Ironman Western Australia                          | Busselton         | 08:17:51                      | |
| 3. Nov. 2007  | 4     | Ironman Florida                                    | Panama City       | 08:30:59                      | Stephen Bayliss landet – wie parallel bei den Frauen auch seine Partnerin Bella Comerford – auf dem vierten Rang.                     |
| Sep. 2007     | 2     | Ironman UK                                         | Sherborne         | 08:38:06                      | |
| 24. Juni 2007 | 3     | ETU Long Distance Triathlon European Championships | Brasschaat        |                               | |
| 27. Mai 2007  | 5     | Ironman Brasil                                     | Florianópolis     | 08:37:02                      | |
| Feb. 2007     | 6     | Ironman Malaysia                                   | Langkawi          | 08:58:12                      | |
| 19. Nov. 2006 | 20    | ITU Long Distance Triathlon World Championships    | Canberra          | 06:19:34                      | |
| 4. Nov. 2006  | 4     | Ironman Florida                                    | Panama City       | 08:43:41                      | |
| 28. Mai 2006  | 4     | Ironman Brasil                                     | Florianópolis     | 08:35:00                      | |
| 5. Nov. 2005  | 6     | Ironman Florida                                    | Panama City       | 08:47:06                      | |
| 2005          | 5     | Ironman UK                                         | Bolton            | 09:15:16                      | |
| 2005          | 3     | ETU Long Distance Triathlon European Championships | Säter             | 05:53:01                      | Triathlon-Europameisterschaft auf der Langdistanz                                                                                     |

(DNF – Did Not Finish)